# 란덴텐진가와역
란덴텐진가와역(일본어: 嵐電天神川駅, らんでんてんじんがわえき)은 일본 교토부 교토시 우쿄구에 있는 게이후쿠 전기 철도 아라시야마 본선의 역이다. 역 번호는 A5이다. "우쿄 구 종합청사 앞"의 부역명을 갖는다.

## 역사
- 2008년 3월 28일: 영업 개시.

## 역 구조
상대식 승강장 2면 2선의 지상역이다.

### 승강장
| 1 | ■ 아라시야마 본선(하행) | 가타비라노쓰지・아라시야마 방면 |
| 2 | ■ 아라시야마 본선(상행) | 사이・시조오미야 방면           |

## 역 주변
- 교토 시영 지하철 도자이 선 우즈마사텐진가와역
- SANSA우쿄(우쿄 구 종합청사・교토 시 교통국)
- 다이닛폰 인쇄 우즈마사 공장

## 사진

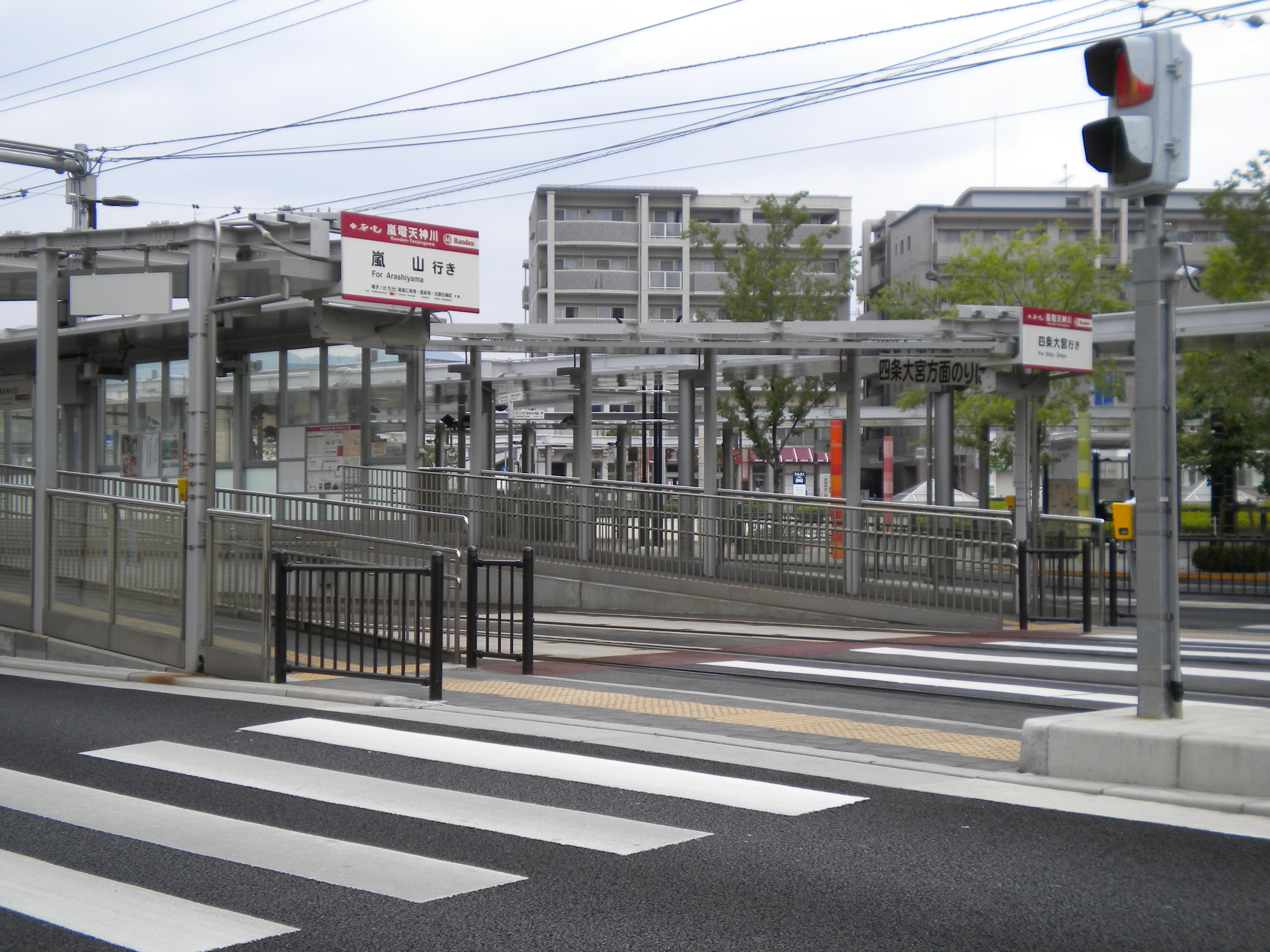
신호 횡단보도
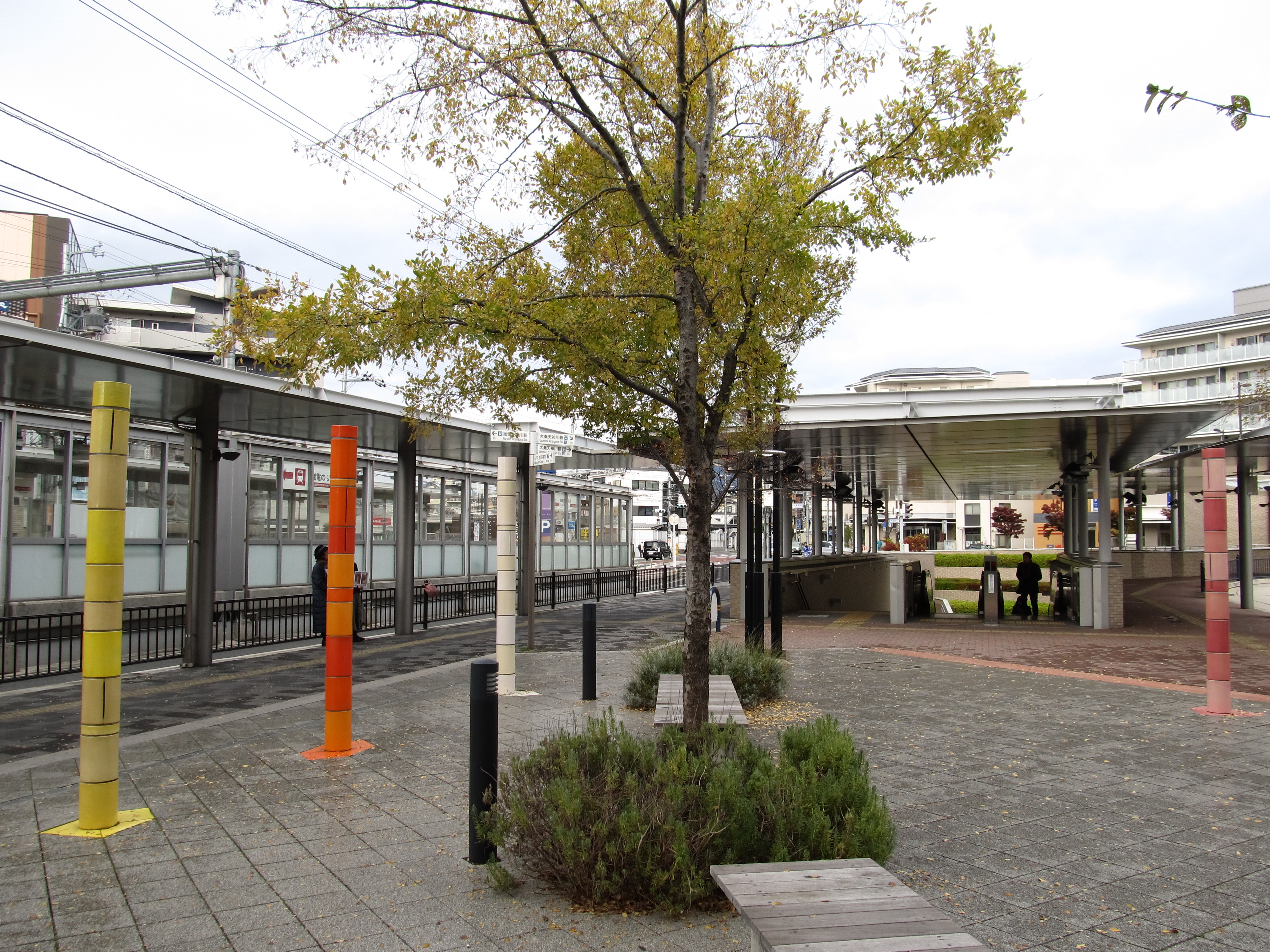
게이후쿠 전기 철도 란덴텐진가와 역(좌측), 교토 시영 지하철 우즈마사텐진가와 역 3번 출입구(우측)

## 인접역
| 게이후쿠 전기 철도 ■ 아라시야마 본선 | 게이후쿠 전기 철도 ■ 아라시야마 본선 | 게이후쿠 전기 철도 ■ 아라시야마 본선 |
| ------------------------------------ | ------------------------------------ | ------------------------------------ |
| A4 야마노우치 시조오미야 방면        |                                      | 가이코노야시로 A6 아라시야마 방면    |